# منیکبووا
منیکبووا (به لاتین: Menikbowa) یک منطقهٔ مسکونی در سری‌لانکا است که در استان مرکزی (سری‌لانکا) واقع شده‌است.